# Czernooczene
Czerna niwa (bułg. Черноочене, tur. Karagözler) – wieś w Bułgarii, w obwodzie Kyrdżali, siedziba  gminy Czernooczene. Według danych szacunkowych Ujednoliconego Systemu Ewidencji Ludności oraz Usług Administracyjnych dla Ludności, 15 czerwca 2020 roku miejscowość liczyła 353 mieszkańców.